# Magdalena Augusta z Anhaltu-Zerbst
Magdalena Augusta (ur. 13 października 1679, zm. 11 października 1740) – księżna Saksonii-Gothy-Altenburga.
Urodziła się jako księżniczka Anhaltu-Zerbst. Była córką Karola Wilhelma Anhalt-Zerbst, jej matka, Zofia, była księżniczką Saksonii-Weißenfels. W 1696 roku wyszła za mąż za Fryderyka II, od 1691 roku księcia Saksonii-Gothy-Altenburga.
Ze swoim mężem Magdalena miała kilkanaścioro dzieci, w tym przyszłego księcia Fryderyka III i córkę Augustę, żonę następcy tronu Wielkiej Brytanii i Hanoweru, Fryderyka Ludwika.
Babka króla Wielkiej Brytanii, Jerzego III.

## Dzieci
- Zofia (1697–1703)
- Fryderyk III (1699–1772)
- Wilhelm (1701–1771)
- Karol Fryderyk (1702–1703)
- Jan August (1704–1767)
- Krystian Wilhelm (1706–1748)
- Ludwik Ernest (1707–1763)
- Emanuel (1709–1710)
- Moritz (1711–1777)
- Karol (1714–1715)
- Fryderyka (1715–1775)
- Augusta (1719–1772), księżna Walii
- Jan Adolf (1721–1799)